# 石野真子
石野真子（
日语：／ Ishino Mako，1961年1月31日—）是著名日本的女性演員及歌手，出生於兵庫縣蘆屋市，後來加入成為from 1st production旗下的女藝人。身高156cm，水瓶座，血型A型。胞妹石野陽子和宝乃純亦為藝人。
原為出身1977年日本電視台歌唱選秀節目「明星誕生!」（スター誕生!）而出道的偶像歌手，当時只有16歲。曾獲第20屆日本唱片大賞新人賞，並兩度（1979及1980）參加NHK紅白歌唱大賽。為70年代末期極受歡迎的當紅偶像歌手。
1981年只有20歲的石野真子在演藝事業的高峰突然宣布結婚並退出歌壇，成為該年的大新聞。可惜婚姻只維持了不到2年。1983年5月石野招開記者會公布離婚並且會全面復出，但聲勢已大不如前。
1990年再度結婚，但第二次婚姻最終也在1996年以離婚收場。
兩度結婚的對象分別為歌手長淵剛及演員廣岡瞬。目前主要以戲劇演出為主，曾演出特攝劇《特搜戰隊刑事連者》中的角色DekaSwan（白鳥SWAN），和在2005年至2008年拍攝電視及電影作品《花樣男子系列》中飾演牧野千惠子。

## 唱片

### 單曲
| 名稱                       | 發行日期       | 作詞                                    | 作曲                     | 編曲       |
| -------------------------- | -------------- | --------------------------------------- | ------------------------ | ---------- |
| 狼なんか怖くない           | 1978年3月25日  | 阿久悠                                  | 吉田拓郎                 | 鈴木茂     |
| わたしの首領<ドン>         | 1978年6月25日  | 阿久悠                                  | 吉田拓郎                 | 馬飼野康二 |
| 失恋記念日                 | 1978年10月5日  | 阿久悠                                  | 穗口雄右                 | 穗口雄右   |
| 日曜日はストレンジャー     | 1979年1月25日  | 阿久悠                                  | 筒美京平                 | 筒美京平   |
| プリティー・プリティー     | 1979年4月5日   | 阿久悠                                  | 筒美京平                 | 船山基紀   |
| ワンダー・ブギ             | 1979年7月5日   | 阿久悠                                  | 馬飼野康二               | 馬飼野康二 |
| ジュリーがライバル         | 1979年9月25日  | 松本禮兒                                | 幸耕平                   | 萩田光雄   |
| 春ラ!ラ!ラ!                | 1980年1月1日   | 伊藤皓                                  | 森田公一                 | 龍崎孝路   |
| ハートで勝負               | 1980年4月5日   | 松本禮兒                                | 馬飼野康二               | 馬飼野康二 |
| めまい                     | 1980年7月5日   | 有馬三惠子                              | 川口真                   |            |
| 彼が初恋                   | 1980年9月21日  | 有馬三恵子                              | 筒美京平                 | 矢野立美   |
| 恋のハッピー・デート       | 1980年11月21日 | B.Findon-M.Myers-B.Puzey 譯詞：森雪之丞 | B.Findon-M.Myers-B.Puzey | 矢野立美   |
| Foggy Rain                 | 1980年11月21日 | 三浦德子                                | 馬飼野康二               | 馬飼野康二 |
| 思いっきりサンバ           | 1981年2月5日   | 有馬三惠子                              | 筒美京平                 | 大村雅朗   |
| 彩りの季節                 | 1981年4月21日  | 有馬三惠子                              | 川口真                   | 船山基紀   |
| 恋のサマー・ダンス         | 1981年6月21日  | 森雪之丞                                | 鈴木喜三郎               | 萩田光雄   |
| Burning Love               | 1981年7月21日  | 松本禮兒                                | 幸耕平                   | 萩田光雄   |
| 私のしあわせ パートII      | 1981年12月20日 | 石野真子                                | 石野真子                 | 矢野立美   |
| 明日になれば               | 1982年9月21日  | 伊藤皓                                  | 穗口雄右                 | 船山基紀   |
| めぐり逢い                 | 1985年6月21日  | 松本隆                                  | 上田知華                 | 井上鑑     |
| ガラスの観覧車             | 1987年7月21日  | 賣野雅勇                                | 林哲司                   | 新川博     |
| 空にカンバス               | 1987年10月21日 | 川村真澄                                | 渡邊博也                 | 渡邊博也   |
| Kira kira ∞                | 2001年6月12日  | PEGIE YOU                               | TAMAKICHI                |            |
| こっちを向いて             | 2007年3月15日  | 松宮恭子                                | 菅井えり                 | 菅井えり   |
| 東京タワー                 | 2008年12月17日 | 326                                     | 岡田実音                 | 高島智明   |
| My Friend ! 〜旅に出よう〜 | 2010年6月2日   | 田村キョウコ                            | 御供信弘                 | 御供信弘   |

### 專輯
- 微笑
- MAKOⅡ
- 石野真子ベストヒットアルバム
- MAKO ライブⅠ
- MAKOⅢ
- MY　COLLECTION
- 恋のディスク・ジョッキー
- 私のしあわせ
- MY　COLLECTIONⅡ
- TWENTY　MAKO　6
- ジーンズにはきかえて
- MAKO PACK
- Bye Bye MAKO　LIVE
- 石野真子さよなら公演完全収録LIVE
- サフラン
- Truth
- 海の記憶
- Mako Revival
- Mirai
- GOLDEN☆BEST 石野真子
- Mako Pack -Premium-［30th Anniversary Special Edition］
- Love Merry-go-round
- オリジナルアルバムコレクション 30th Anniversary Special Box [Box set, Limited Edition]
- Life is beautiful

### DVD
- 風のファンタジー(1980年代にビデオで発売されたものを2008年DVD化）
- SINGACT 2009 PAN・DORA ～真子の反抗期～

## 參與作品

### 電影
- 九月の空（1978年、山根成之導演）- 飾演 松山小夜子
- 居酒屋兆治（1983年、降旗康男導演）- 飾演 多佳
- 石野真子自由放送（1984年、竹内道夫導演）- 主演
- あっこちゃんの日記（1985年、山田典吾導演）
- 八公犬物語（1987年、神山征二郎導演）
- マリリンに逢いたい（1988年、すずきじゅんいち導演）
- 千羽づる（1989年、神山征二郎導演）
- ふうせん（1990年、井上眞介導演）
- あさってDANCE（1991年、磯山一路導演）
- 遠き落日（1992年、神山征二郎導演）- 飾演 二瓶シズ
- 月光的夏（1993年、神山征二郎導演）
- 乒乓（2002年、曾利文彥導演）
- 恋に唄えば♪（2002年、金子修介導演）
- 伝説のやくざ 最後の博徒 修羅の章（2003年、辻裕之導演）
- 伝説のやくざ 最後の博徒 残侠の章（2003年、辻裕之導演）
- 解夏（2004年、磯村一路導演）- 飾演 高野玲子
- 特搜戰隊刑事連者THE MOVIE: FULL BLAST ACTION（2004年、渡邊勝也導演）- 飾演 チーニョ星人・白鳥SWAN／DekaSwan
- 恋する日曜日（2006年、廣木隆一導演）
- Backdancers!（2006年、永山耕三導演）- 飾演 佐伯なおみ
- 我和條子的700天戰爭（2007年、塚本連平導演）
- 花樣男子～FINAL～（2008年、石井康晴導演）- 飾演 牧野千惠子

### 電視劇
- 熱愛一家・LOVE（1979年2月14日－8月8日、全26話、TBS）飾演 石本みどり，演出者：森光子、柴俊夫、太川陽介、長谷川初範
- なさけ坂旅館　一日三食人情つき（1980年3月21日－9月26日、全26話、ANB）飾演 みどり，演出者：山田五十鈴、市原悦子、林隆三
- 竹とんぼ（1980年、NTV）
- 東芝周日劇場（TBS）
  - 「およめちゃん」系列（1980年－1981年）
  - 「ねえちゃんの夏」（1983年）
- 花咲け花子（1983年、NTV）
- 胸さわぐ苺たち（1983年、TBS）
- 大奥（1984年、KTV）飾演 お甲
- 家族ジャングル（1985年、NTV）
- NHK大河劇（NHK）
  - 命（1986年）飾演 高原（中川）佐智
  - 春日局 第48話（1989年）飾演 志乃
  - 軍師官兵衛 第34話 - 第49話（2014年）飾演 マグダレナ
  - 致光之君（2024年）飾演 藤原穆子
- あまえないでヨ!（1987年、CX）
- ママの色鉛筆（1988年、TBS）
- 君の瞳に恋してる!（1989年、CX）
- 過ぎし日のセレナーデ（1989年－1990年、CX）
- 世界奇妙物語（1990年、CX）
  - 『禁じられた遊び』
  - 『夢を買う男』
- さすらい刑事旅情編III 第3話「子供を救った美人看護婦の犯罪」（1990年、ANB）
- 代表取締役刑事（1991年、ANB）第35話串客
- 不思議サスペンス「秘密箱からくり箱・殺した女」（1991年8月、KTV・東映）
- ifもしも（1993年、CX）
- 土曜ワイド劇場「牟田刑事官事件檔案（20）・狙われた婚約者」（1995年1月、ANB）
- 金田一少年之事件簿（1995年、NTV）首吊り学園殺人事件、飾演 小野弓子
- 女検事・霞夕子（7）「俯く女」（1996年、NTV火曜サスペンス劇場）
- 39嵗的秋天（1998年、TBS）
- Rookie!（2001年、KTV）飾演 川村美佐江
- 冷暖人間（2001年、TBS）
- 火曜サスペンス劇場「弁護士・高林鮎子（29）・フレッシュひたち17号の偽証」（2001年11月、NTV・東映）
- 圈套2「使用妖術的森林」（2002年、ANB）飾演 小松純子
- 特搜戰隊刑事連者（2004年－2005年、EX）飾演 チーニョ星人・白鳥SWAN／DekaSwan
- NHK晨間劇（NHK）
  - 天花（2004年）飾演 鈴木亞希子
  - 歡迎龜來 16週、18週、22週 （2009年9月28日 - 2010年3月27日）飾演 山田弘子
- H2（2005年、TBS系）飾演 國見信子
- 東大特訓班（2005年、TBS系）
- 流星花園（2005年、TBS系）飾演 牧野千惠子
- 京都地検の女3 第7話「姉妹のような母娘…危険な三角関係の罠」（2006年、EX系）飾演 富田純子
- PS羅生門 第2話「30年間逃げた女…下町食堂の笑う死体」（2006年、EX系）
- ケータイ刑事 銭形雷 2ndシリーズ 第3話「瞬間移動した死体 ~元人気女優誘拐事件~」（2006年、BS-i）飾演 若尾早子
- いい女（2006年、TBS系）飾演 中村詩織
- 流星花園2（2007年、TBS系）飾演 牧野千惠子
- たった一度の雪 ～SAPPORO・1972年～（2007年、HBC製作、TBS系）飾演 下村幸江
- 4姊妹偵探團（2008年2月29日、EX）第7話串客　-　飾演 米原里美
- 打撃天使ルリ（2008年、EX）飾演 小峰咲子
- Room Of King（2008年10~12月、富士電視台）飾演 藤城和江
- 小咩的管家（2009年1~3月、富士電視台）飾演 仲本秋子
- メイド刑事 第1話「狙われた京都セレブ夫人を救え!」（2009年6月26日、朝日電視台）飾演 定子
- 古代少女ドグちゃん（2009年、MBS）
- 椿山課長の七日間（2009年12月19日、EX）飾演 根岸真帆
- 税務調査官・窓際太郎の事件簿20（2010年3月22日、TBS）
- プロゴルファー花（2010年4月8日 - 7月）飾演 野宮加奈子
- 遺品の声を聴く男2（2010年9月18日、朝日放送）
- 相棒（朝日電視台）
  - Season9 第10話「聖戦」（2011年1月1日）飾演 江上恵理子
  - season13 第15話「鮎川教授最後の授業」、第16話「鮎川教授最後の授業・解決篇」 （2015年2月11、18日）飾演 御堂黎子
- 熱中時代 2011（2011年4月9日、NTV）飾演 金森杏子
- 草壁署迷宮課迷宮先生 第8季 第5話（2011年5月26日、朝日電視台）飾演 織部奈津子
- 逃亡～為了所愛的你（2011年7月27日 - 9月22日、TBS）飾演 佐佐岡千代
- 溫柔的花（2011年9月16日、NHK大阪放送）主演・木原友子
- 铃木老师（2013年1月1日、東京電視台）飾演 秦珠子
- 伽利略XX：内海薰最後的案件「愚弄」（2013年6月22日、富士電視台）飾演 当摩
- 段田凜 勞動基準監督官（2013年10月2日 - 12月11日、日本電視台）飾演 南三条恭子
- 匿名偵探 第二季 第1話（2014年7月4日、朝日電視台）飾演 村木美里
- 極樂天使（2016年4月23日 - 6月18日、日本電視台）飾演 堤由美子
- 不好意思，我們明天要結婚（2017年1月23日 - 3月20日、富士電視台）飾演 高梨典子
- 中年超人左江內氏第9話（2017年3月11日、日本電視台）飾演 藤子建設社長夫人
- Final Fantasy XIV 光之老爸（2017年4月17日 - 5月29日、MBS / 4月19日 - 5月31日、TBS）飾演 稲葉貴美子
- 真命天菜（2017年4月15日 - 6月17日、日本電視台）飾演 湖月善江
- 戀愛可以持續到天長地久 第9話（2020年3月10日、TBS）飾演 佐倉初江
- 孤獨的美食家 Season9 特別編（2021年12月31日、東京電視台）飾演 ちとせ・女將
- 警視廳強行犯係・樋口顯（2022年2月7日、東京電視台）飾演 岩井美月
- 麻煩一族（2022年4月21日 - 6月30日、富士電視台）飾演 篠原良惠
- 潘朵拉的果實〜科學犯罪搜查檔案〜 Season1（2022年4月23日 - 6月25日、日本電視台）飾演 四宮聰子
- Reversal Orchestra（2023年1月11日 - 3月15日、日本電視台）飾演 常葉康子
- 警視廳局外人 第5話（2023年2月2日、朝日電視台）飾演 小浜三代子
- 律師Sodom 第4話（2023年5月19日、東京電視台）飾演 井手口法子
- 稅調～「繳不了稅」是有原因的～（2023年10月14日 - 12月23日、日本電視台）飾演 越川珠代
- 假想禮儀（2023年12月3日 - 2024年2月11日、NHK BS・NHK BS Premium 4K）飾演 山本広江
- JK與六法全書 第3話（2024年5月3日、朝日電視台）飾演 立花道子
- Mountain Doctor（2024年7月8日 - 、關西電視台・富士電視台）飾演 宮本幸惠

### Original Video
- 特搜戰隊刑事連者VS暴連者（2005年，東映）飾演 白鳥SWAN
- 魔法戰隊魔法連者VS刑事連者（2006年，東映）飾演 白鳥SWAN

### 情報／綜藝節目
- 24小時電視 「愛心救地球」（日本電視台）
- Let's Go Young（NHK） - 1980年度主持人
- 明星誕生!（日本電視台） - 1981年4月12日〜9月6日播映時段之中曾經一度演出
- スターどっきり（秘）報告（富士電視台）
- 歌のトップテン（日本電視台）
- 志村大爆笑（富士電視台）
- きよしとこの夜（NHK） - 串客演出於2009年1月29日
- ライオンのごきげんよう（富士電視台）
- 徹子的房間（朝日電視台）
- 一枚の写真（富士電視台）

### 廣告
- 獅王　「ban16」
- 鐘紡　冰凍糖果「BOB」（1980年）
- 富士ヨット　「富士ヨット学生服」（テレビCMのキャッチコピー：伸ーび伸びの丸洗い！/ 1980年）
- 花王　「MORE（廚房用洗劑）」「リンスのいらないメリット」
- 佐藤製藥　「Juncker EC」（與石野陽子共演）

## 外部連結
- （日語） 石野真子官方日記 by Diamond Blog （页面存档备份，存于）
- （日語） 石野真子官方網址（在ACE OF HEARTS網站內提供）
- （日語） from 1st production內的個人檔案
- （日語） MEG-CD 石野真子 （页面存档备份，存于）
- （日語）石野真子オフィシャルブログ by ダイヤモンドブログ
- （日語）どらく－ひとインタビュー 『さまざまな困難を乗り越えて 人生はすばらしいと歌いたい』

| 前任： 田中幸太朗 （爆龍戰隊暴連者） | 日本超級戰隊系列白色戰士演員 特搜戰隊刑事連者 同期：吉田友一 2004年2月15日-2005年2月6日 | 繼任： 渡邊梓 （魔法戰隊魔法連者） |